# Liquid crystal color shutter
Liquid crystal color shutter (LCCS, Nederlands: 'vloeibaarkristalkleurensluiter') is een actieve sluitertechnologie die gebruik maakt van een vloeibaarkristalpaneel om zwart-witbeelden van een CRT-scherm om te zetten naar kleurenbeelden. De technologie werd voor het eerst op de markt gebracht in 2000 door JVC.

## Geschiedenis

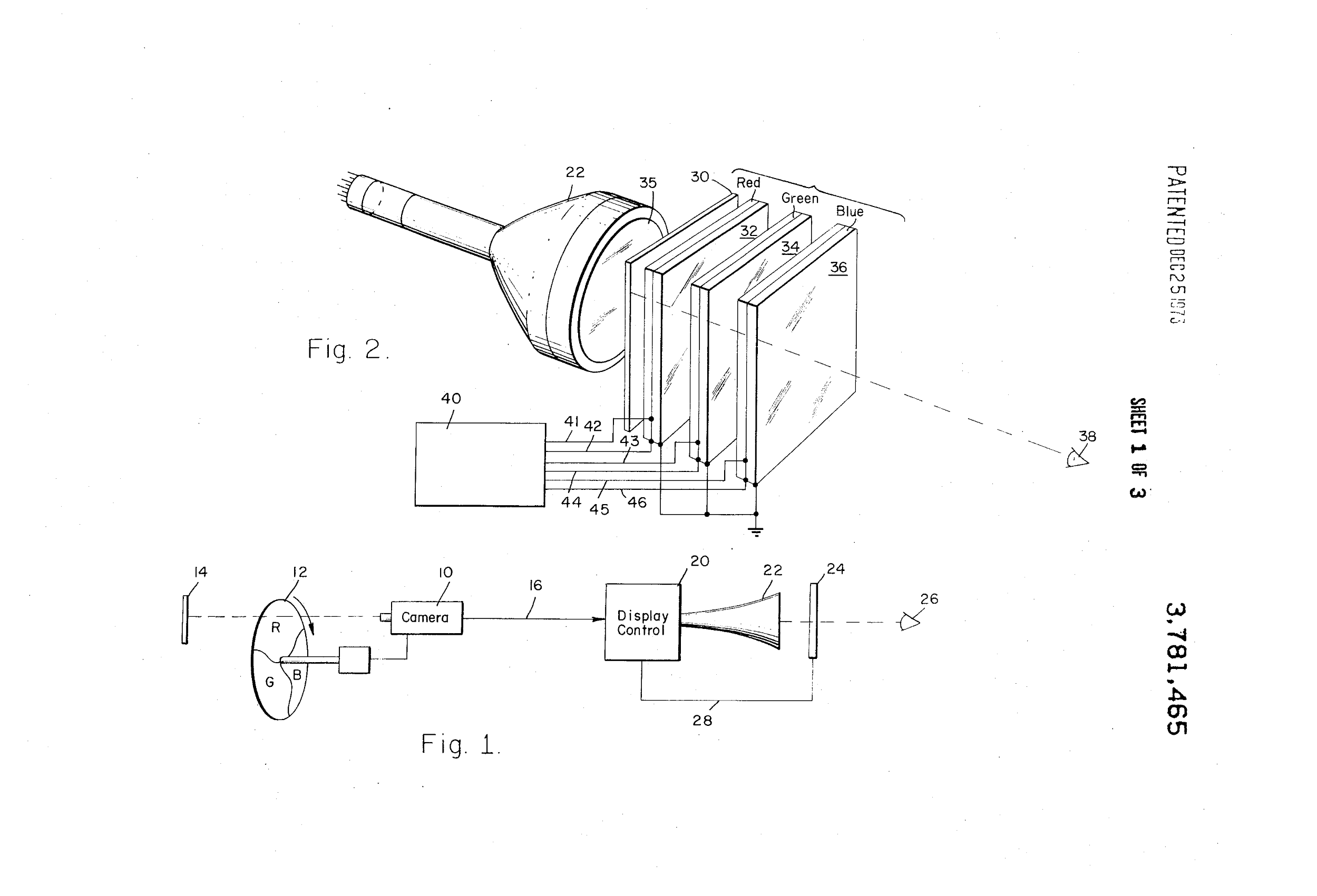
Diagram van een veldsequentieel kleurensysteem

In 1946 werd er door Polaroid Corporation patent aangevraagd op een systeem waarbij met een polariserend kleurenfilter zwart-witbeelden werden omgezet naar kleurenbeelden. Dit patent verliep in 1967.
In de jaren 50 werd er een techniek toegepast in televisies, genaamd veldsequentieel kleurensysteem. Bij deze techniek werden zwart-witbeelden omgezet naar kleurenbeelden met behulp van een ronddraaiende schijf. Deze schijf was opgedeeld in delen met de kleur rood, groen of blauw. De camera waarmee beelden werden opgenomen, moest eveneens voorzien zijn van een ronddraaiend 'kleurenwiel'.
In 1974 werd er door de National Research Development Corporation patent aangevraagd op een systeem dat met een beeldbuis en een vloeibaarkristalkleurenfilter drie afzonderlijke kleurenbeelden kon produceren. Dit patent verliep in 1994.
In 2000 bracht JVC een cameramonitor uit die werkte met LCCS.

## Werking
De video-input van de monitor wordt ontbonden in de primaire kleursignalen (RGB) die vervolgens opgeslagen worden in het werkgeheugen. Signalen in het werkgeheugen worden drie keer sneller gelezen dan het videosignaal, zodat het mogelijk is om de 'vingerafdruk' van elke primaire kleur van de video-input afzonderlijk weer te geven op de zwart-witte beeldbuis. De kleur van de LCCS verandert in overeenstemming met het kleurenbeeld dat wordt weergegeven door de beeldbuis, waardoor de zwart-witbeelden omgezet worden in de primaire kleurenbeelden. De kleurenbeelden worden weergegeven in de volgorde van rood, groen en blauw. Vanwege het fenomeen genaamd nabeeld worden de drie afzonderlijke kleurenbeelden waargenomen als één kleurenafbeelding.